# Sepsisoma umbripenne
Sepsisoma umbripenne är en tvåvingeart som beskrevs av Friedrich Georg Hendel 1911. Sepsisoma umbripenne ingår i släktet Sepsisoma och familjen Richardiidae. Inga underarter finns listade i Catalogue of Life.